# Scopula subtilis
Scopula subtilis är en fjärilsart som beskrevs av Louis Beethoven Prout 1935. Scopula subtilis ingår i släktet Scopula och familjen mätare. Inga underarter finns listade.